# 镇江之战 (1621年)
镇江之战是指天启元年（1621年），明朝游击毛文龙率领197名勇士，深入敌后数千里，奇袭镇江（今辽宁省丹东市）之战，又被称为“镇江大捷”。此战是明对后金的首胜，同时也是明军第一次收复失地，第一次擒获对方重要将领的战役。

## 过程

### 战前情况
天启元年（1621年），崛起的后金政权已经佔領了辽阳、沈阳和南四卫等大片土地，明军败退到以重镇广宁为中心的辽西走廊地区。明辽东巡抚王化贞为了挽回局势，决定招募勇士前往后金后方活动。有加衔游击毛文龙，因居住在鞍山的亲族100余名被后金军杀害，身负国仇家恨，慨然应募，被实授练兵游击，率领197人，于天启元年五月二十日（1621年7月9日）出发，深入敌后，先后抵达猪岛、长行岛等处。七月初四日（8月20日），占领广鹿岛，将正在岛上强抢民女的后金官员胡可宾活捉；接着毛文龙又率军攻占石城岛、哈店岛、大长山岛、小长山岛和獐子岛等诸多辽东外海岛屿，俘虏后金官员任光先、何国用等10余人，斩首3级，安抚百姓1000余人，后率军抵达镇江城下。
后金方面，镇守镇江的是游击佟养真，为后金外戚勋贵，努尔哈赤元妃佟佳氏亲族，以明军降将陈良策为中军（副官）。毛文龙打听到陈良策与麾下将领丁文礼过去有交情，遂派丁文礼暗中联络其反正，约为内应。此时，恰好黄嘴堡、双山一带的汉族百姓爆发了反抗后金统治的起义，佟养真大怒，出兵镇压，导致城内空虚，为战败埋下伏笔。

### 战争经过
天启元年七月十九日（1621年9月4日）晚，毛文龙先置酒与197人痛饮，并激励众人。明军开始攻打镇江后，守备张元祉率先登城，陈良策及弟陈良汉等也从内杀出，里应外合，喊声大震。佟养真猝不及防，披衣迎敌，被击昏后活捉，其子佟丰年，侄子佟恒年率亲兵家丁数十名顽抗到二更时分，先后被缚，余众见主将被捉，纷纷逃散，投降及反正者400余人，镇江全城光复，毛文龙随及派千总陈忠袭击双山，击毙后金游击缪一真等。此战之后，全辽震动，宽奠、汤站、险山、叆阳等城堡相继归降毛文龙，辽东百姓箪食壶浆，纷纷欢迎明军。

## 意义
“镇江大捷”是明朝对后金作战的首胜，扭转了一溃千里之局面，鼓舞了全国人心。此战的另一个后果是导致了明军在辽东一个新的军事存在——东江镇的诞生，明末清初许多影响历史走向的显赫人物皆出身于此：如清朝的定南王孔有德、靖南王耿仲明，平南王尚可喜以及南明朝的榆林王金声桓等。按吴三桂部将之子刘健所撰《庭闻录》记载，平西王吴三桂也曾在东江镇总兵毛文龙麾下效力。

## 引用
1. ↑  《东江疏揭塘报节抄》卷5天启六年二月初六日塘报：“遂将毛总兵有原驻鞍山堡内毛文仪等一百余名口，一门老幼，绑献奴酋诛戮，抄屠一方甚惨。”
2. ↑  《东江疏揭塘报节抄》卷1：“五月二十日，奉本院宪牌，带沙船四只，装军士一百九十七名……至猪岛上岸，人民尽逃，得牛二十只，犒赏军丁，随往长行岛屯住。”
3. ↑  《皇明通纪集要》卷45：“初四日，至广鹿岛，先令李景先进岛探听，访知岛官胡可宾等奉虏差委搬运牛马、粮食，勒取寡妇、闺女，逼民剃头，卑职差守备苏其民率领官兵进岛捉拏岛官胡可宾等，安抚一百六十余家，民丁七百余名。”
4. ↑  《东江疏揭塘报节抄》卷1：“初八日，至哈店岛，擒获岛官任光先，安抚居民二百余口，地方三十余里。初九日，至大长山岛，收服郭长儒等六百名，地方八十里；至小长山岛，收服李二等三百名，地方三十里。初十日，至石城岛，擒获叛逆岛官何国用等十人，斩获首级三□、夷船三只、铜炮二位、铁炮四位，安抚宋尚元等并住民千余。”
5. ↑  《八旗满洲氏族通谱》卷20《佟佳地方佟佳氏》：“塔本巴颜，正红旗人，佟养正同族。”
6. ↑  《清皇室四谱》卷2《后妃》：“元妃佟佳氏，名哈哈纳札青，为塔本巴宴（颜）女。”
7. ↑  《忠义录》卷7《毛将军文龙传》：“清游击将军佟养真，将甲一千守之，中军陈良策副焉。良策故明校，战败，不得已降，文龙谍知之。良策故与文龙守备丁文礼善，则令文礼为书，约良策内应，以七月十九日鸡鸣兵至，选辽人为使，熟诵而焚之。”
8. ↑  《三朝辽事实录》卷5：“佟养真选兵一百余名，抄杀黄嘴、双山归正人民去讫。”
9. ↑  《东江疏揭塘报节抄》卷1：“时计镇江兵不满千，壮勇既出，城中必空。”
10. ↑  《忠义录》卷7《毛将军文龙传》：“文龙……乃置酒与一百九十七人饮，告以谋，且曰：‘男子当立奇功报国，诸君能从我，则亲兄弟也。’一百九十七人皆踊而曰：‘愿与将军同命。’”
11. ↑  《皇明通纪集要》卷45：“张元祉等持枪先登，众人一齐登城，喊声大震，一拥杀入。陈良策同弟陈良汉等自内杀出，内外夹攻，贼尽皆胆落，四下奔命。”
12. ↑  《东江疏揭塘报节抄》卷1：“其子佟丰年，其侄佟松（恒）年，及壮丁八十名，各持器械厮杀，二更有余，俱就擒缚。”
13. ↑  《三朝辽事实录》卷5：“收伏镇江军士四百余名。”
14. ↑  《明史纪事本末补遗》卷4《毛帅东江》：“文龙率乌合之众二百人，涉海三千里，镇江既复， 宽、叆一带城堡相继降，数百里之内，望风归附。”
15. ↑  《满文老档》太祖第24册天命六年七月：“汤站堡人执汤站堡守堡以献，险山堡人亦执险山堡以献，毛文龙执永奠守堡以去，长奠守堡自愿往投。”
16. ↑  《三朝辽事实录》卷5：“民皆大悦，羊酒迎劳者几万人。”
17. ↑  《三朝辽事实录》卷5：“自清、抚失陷以来，费千百万金钱，萃十数万兵力，不能擒其一贼。此一捷也，真为空谷之音，闻之而喜可知也。”
18. ↑  《国榷》卷84天启元年八月丁丑：“自文龙之捷，朝议恢复有机。”
19. ↑  《三朝辽事实录》卷5：“报闻之日，缙绅庆于朝，庶民庆于野。”
20. ↑  《庭闻录》卷6：“三桂少时，曾为毛文龙部将。”